# Tamás Kenderesi
Tamás Kenderesi (13 december 1996) is een Hongaarse zwemmer. Hij vertegenwoordigde zijn vaderland op de Olympische Zomerspelen 2016 in Rio de Janeiro.

## Carrière
Kenderesi won de gouden medaille op de 200 meter vlinderslag tijdens de Olympische Jeugdzomerspelen 2014 in Nanking. Bij zijn internationale seniorendebuut, op de wereldkampioenschappen kortebaanzwemmen 2014 in Doha, strandde de Hongaar in de series van de 50 meter vlinderslag.
Kenderesi moest de wereldkampioenschappen zwemmen 2015 in Kazan aan zich voorbij laten gaan vanwege de ziekte van Pfeiffer. Op de Europese kampioenschappen kortebaanzwemmen 2015 in Netanja werd de Hongaar uitgeschakeld in de series van zowel de 100 als de 200 meter vlinderslag.
In Londen nam Kenderesi deel aan de Europese kampioenschappen zwemmen 2016. Op dit toernooi sleepte hij de bronzen medaille in de wacht op de 200 meter vlinderslag, daarnaast strandde hij in de series van zowel de 50 als de 100 meter vlinderslag. Tijdens de Olympische Zomerspelen van 2016 in Rio de Janeiro veroverde de Hongaar de bronzen medaille op de 200 meter vlinderslag.

## Internationale toernooien
| Jaar | Olympische Spelen | WK langebaan  | WK kortebaan        | EK langebaan                                                  | EK kortebaan                             |
| ---- | ----------------- | ------------- | ------------------- | ------------------------------------------------------------- | ---------------------------------------- |
| 2014 |                   |               | 57e 50m vlinderslag | geen deelname                                                 |                                          |
| 2015 |                   | geen deelname |                     |                                                               | 35e 100m vlinderslag 9e 200m vlinderslag |
| 2016 | 200m vlinderslag  |               | 6-11 december       | 42e 50m vlinderslag · 23e 100m vlinderslag · 200m vlinderslag |                                          |

## Persoonlijke records
Bijgewerkt tot en met ??
Kortebaan
| Afstand          | Tijd    | Datum            | Plaats         |
| ---------------- | ------- | ---------------- | -------------- |
| 100m vlinderslag | 52,50   | 14 november 2015 | Százhalombatta |
| 200m vlinderslag | 1.54,27 | 13 november 2015 | Százhalombatta |

Langebaan
| Afstand          | Tijd    | Datum           | Plaats         |
| ---------------- | ------- | --------------- | -------------- |
| 100m vlinderslag | 53,29   | 14 april 2016   | Győr           |
| 200m vlinderslag | 1.53,62 | 9 augustus 2016 | Rio de Janeiro |